# JATO
Pour les articles homonymes, voir Jato (homonymie) et Rato.
Le décollage assisté par réaction (de l'anglais : Jet-Assisted Take-Off, JATO) est un système de moteurs-fusées qui permet de fournir une puissance supplémentaire lors du décollage d'un avion. L'autre désignation, plus précise, mais moins fréquemment utilisée, est décollage assisté par fusée (Rocket-Assisted Take-Off, RATO).

## Utilisation

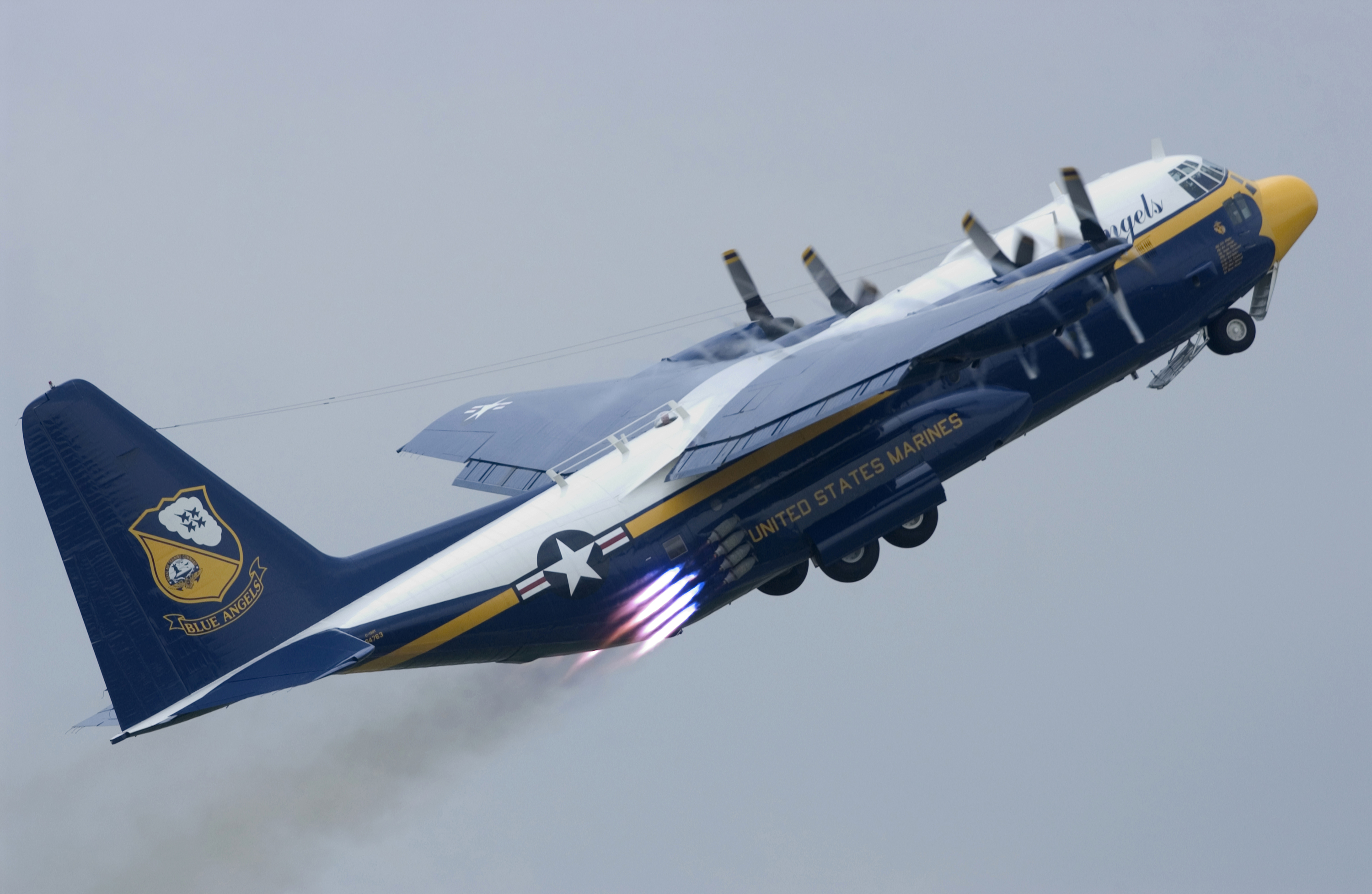
Le C-130 Hercules « Fat Albert » des Blue Angels décollant à l'aide de fusées JATO.

Ce système est utilisé essentiellement sur les avions militaires, dans les contextes suivants :
- décollage à une masse élevée (généralement combinée aux deux raisons suivantes) ;
- piste de décollage trop courte par rapport à la masse de l'avion ;
- décollage sur des terrains inappropriés ou "collants" (glace, neige, terre) ;
- décollage tactique sur des distances très courtes (transport militaire) ;
- compensation de la perte de puissance et de portance de l'avion en raison de l'altitude et/ou la température.

## Description

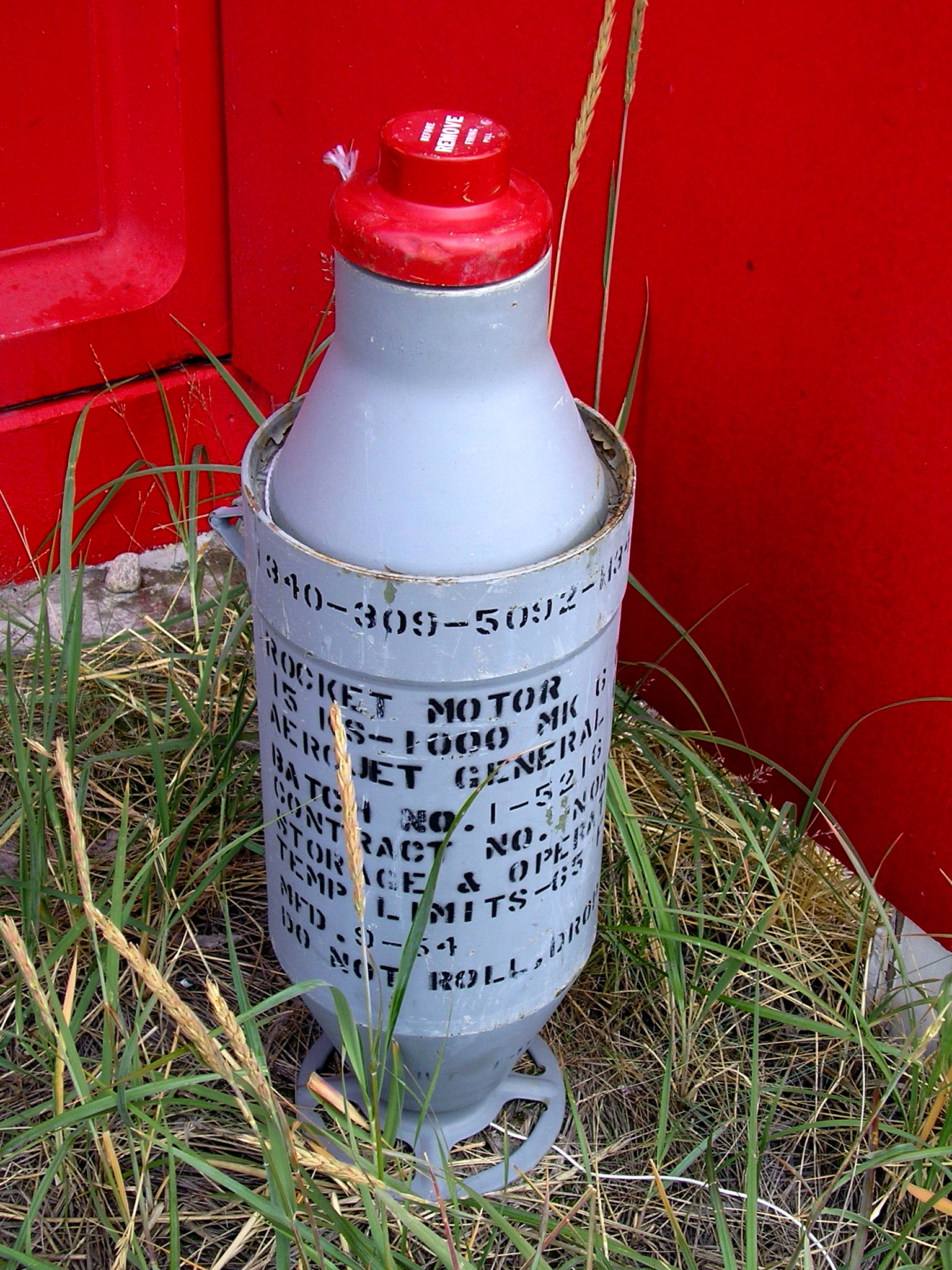
Une fusée JATO.

Les fusées JATO se présentent sous la forme de grosses bouteilles, généralement fixées sous les ailes ou sur les côtés du fuselage. Cas particulier, le Boeing B-47 Stratojet disposait d'un espace à l'arrière du fuselage pour monter 18 puis 33 fusées dans un conteneur largable. La poussée n'est pas modulable et chaque fusée est à usage unique, fonctionnant pendant une durée d'environ  10 à 15 secondes. 
À titre d'exemple, chacune des 12 fusées JATO utilisées par le bombardier français Mirage IV pesait 65 kg et fournissait une poussée de 454 kgp,, soit au total 5 488 kgp, augmentant la puissance disponible au décollage de 41 %.

## Historique

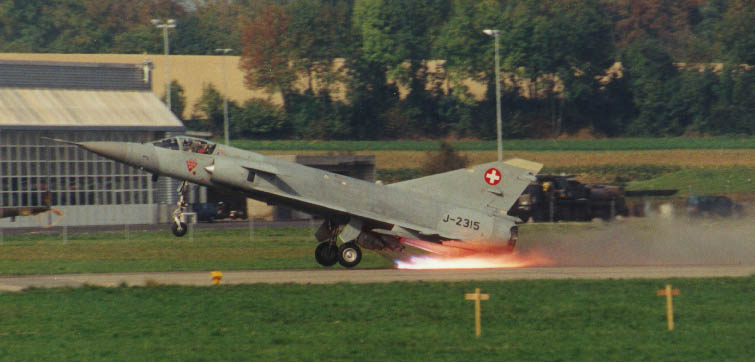
Un Mirage III suisse décollant avec des fusées JATO.

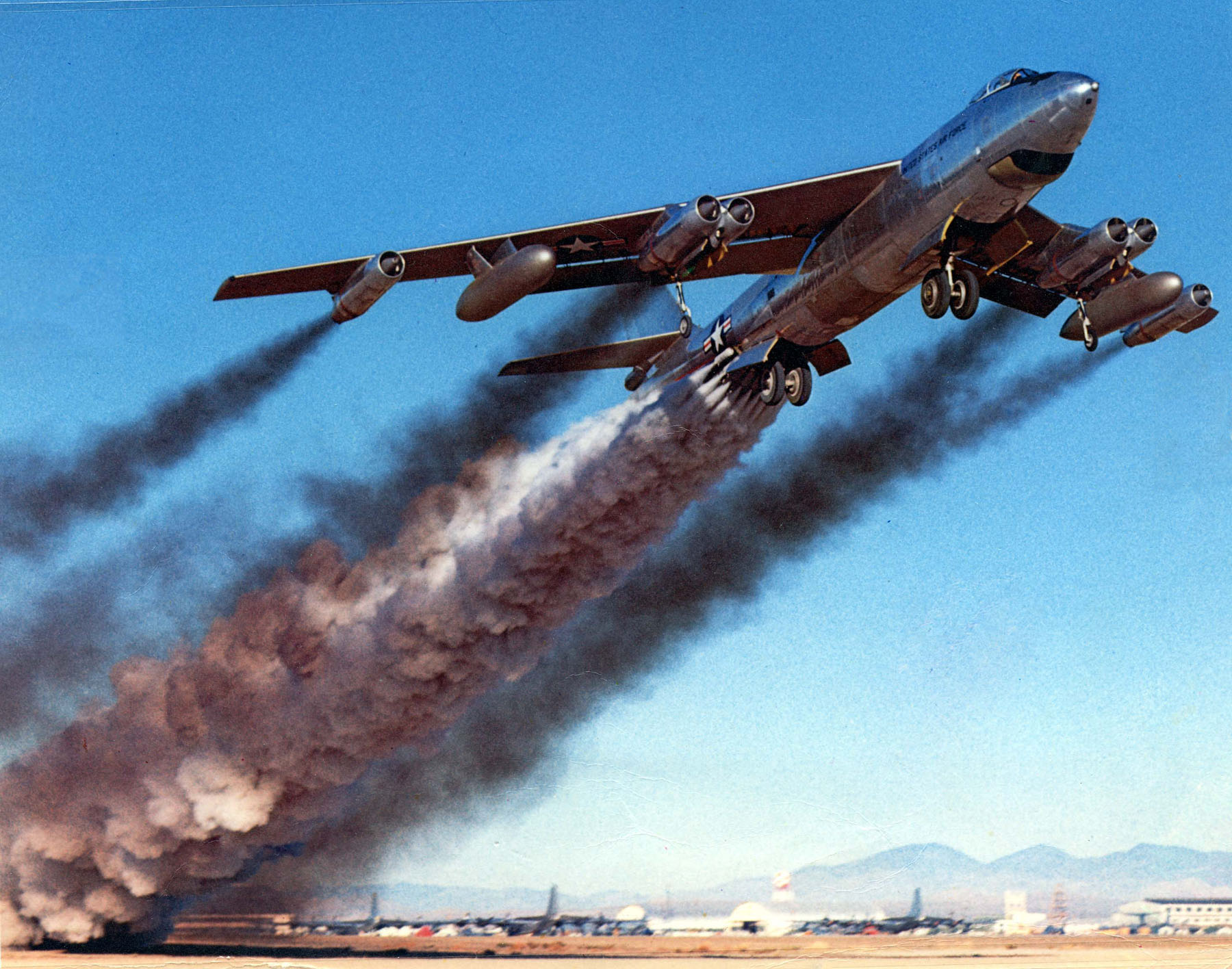
B-47 utilisant des fusées JATO pour réduire la distance de décollage en 1954.

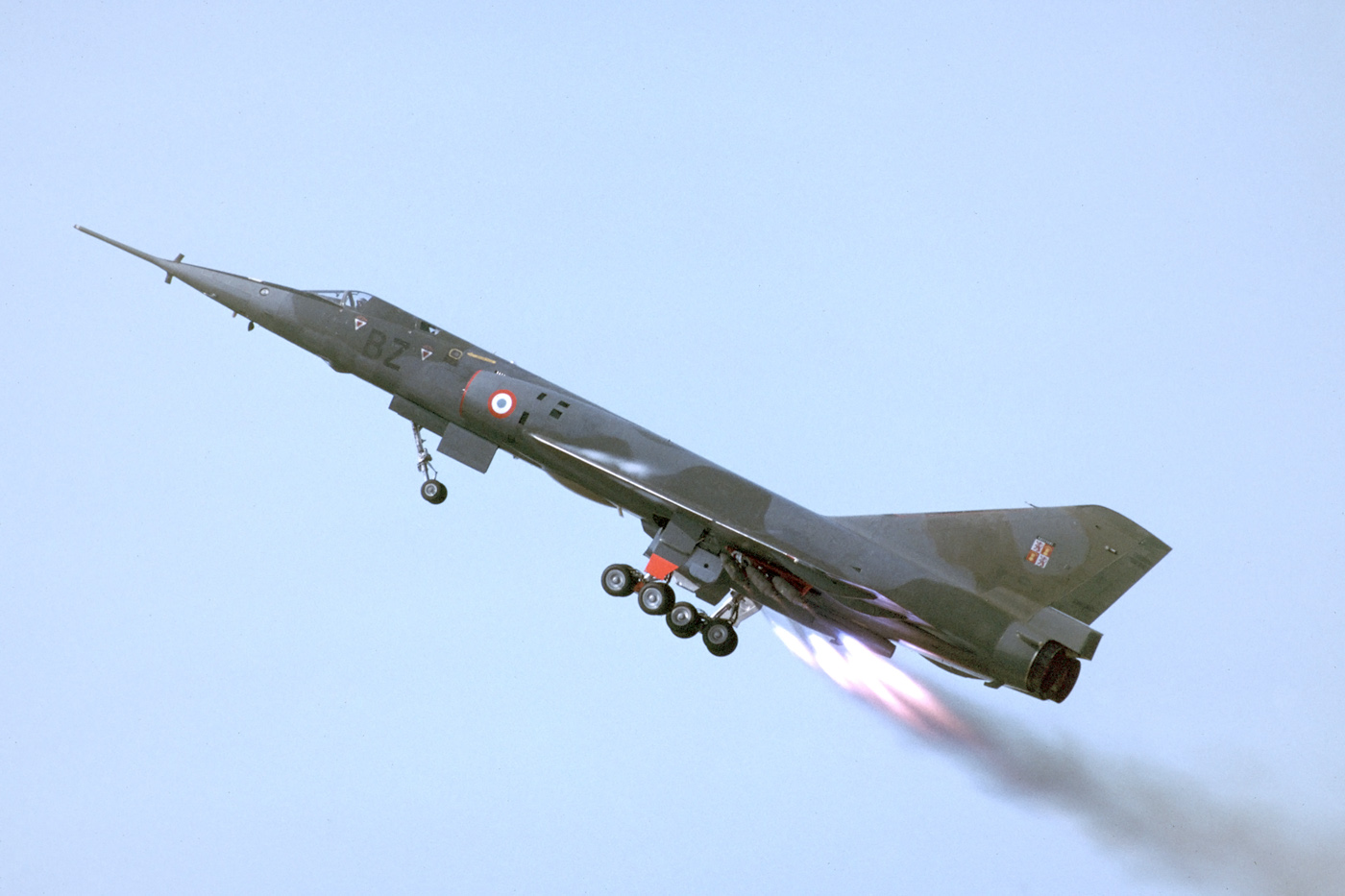
Un Dassault Mirage IVP décollant avec 12 JATO en 1997.

L'Allemagne développa une série de systèmes JATO durant la Seconde Guerre mondiale. Le plus connu est le Walter HWK 109-500, destiné aux Messerschmitt Me 262 et Arado Ar 234. Aux États-Unis, les premières fusées JATO ont été conçues par une équipe de chercheurs américains dirigée par Theodore von Kármán. Les essais commencèrent en août 1941 et, en 1942, la compagnie Aerojet Engineering Corp. fut créée pour fabriquer ces fusées en série.
Après la Seconde Guerre mondiale, les JATO restèrent utilisés principalement pour les bombardiers lourds, voire pour des avions de transport (Lockheed C-130 Hercules) ou dans d'autres cas particuliers. Concernant les bombardiers lourds, les JATO furent principalement utilisées jusque dans les années 1950, pour pallier le manque de puissance des moteurs ne permettant pas les décollages à pleine charge. Une fois que les moteurs montèrent en puissance, les JATO ne furent plus guère utilisées. Parmi les bombardiers plus récents, seul le Dassault Mirage IV fut équipé de JATO. L'utilisation de ces aides au décollage était nécessaire sur les pistes standards de 2 400 mètres (Saint-Dizier, Luxeuil, Cambrai, Orange, Cazaux...) pour les décollages à la masse maximale de « guerre » dans certaines conditions climatiques (température élevée dépassant les 40 °C, pression atmosphérique faible).
Concernant les avions de chasse, l'usage des JATO a été moindre. On peut citer les Douglas A-4 Skyhawk pendant la guerre du Viêt Nam (lors de missions depuis des bases côtières pourvues d'une piste de 600 mètres de long seulement) et le Mirage IIIS utilisé par la Suisse (décollage sur une portion de piste ou de route dans un contexte montagneux). 
Concernant les avions d'attaque au sol, seuls les Blackburn Buccaneers S.50 utilisés en Afrique du Sud utilisèrent régulièrement des JATO, compte tenu de l'altitude et de la chaleur sur leur base AFB Victoria. 
Un chapitre particulier de l'utilisation des JATO pour l'aviation embarquée sur porte-avions. On note son usage après la Seconde Guerre mondiale sur des monomoteurs. Concernant les avions plus lourds, le Lockheed P2V Neptune en fut doté afin de permettre son décollage sur toute la longueur du bâtiment l'USS Franklin D. Roosevelt (CV-42), à l'époque encore dépourvu de piste oblique. Des essais furent conduits avec le Lockheed C-130 Hercules sur l'USS Forrestal, permettant un décollage sur 220 m. Toutefois, vu le volume du C-130, cela conduisit plutôt au développement du Grumman C-2 Greyhound (un dérivé des avions de guet aérien E-2 Hawkeye) de taille plus réduite et donc mieux adapté au contexte d'un porte-avions. L'utilisation de JATO sur les E-2 Hawkeye a été évoquée mais non clairement concrétisée, sans doute du fait de la taille importante des porte-avions de l'United States Navy. Les chasseurs bombardiers Douglas AD Skyraider furent équipés de deux fusées ventrales, et plus tard avec des A3D Skywarrior sont dotés de 12 bouteilles. 
Une variante extrême des JATO est le développement d'avions à décollage par moteur-fusée ZLL ou ZELTO (pour Zero Length Take-Off) qui étaient montés sur des rampes et propulsés par un moteur-fusée, dans l'idée de pouvoir décoller au plus près de la zone de combat sans infrastructure lourde, ou de pouvoir disséminer des avions à distance de bases aériennes qui auraient été des cibles privilégiées de bombardement. Testé par l’USAF et la Luftwaffe, un F-104G Starfighter est équipé avec une fusée à poudre ventrale produisant près de 30 tonnes de poussée pour décoller directement qui en 8 secondes portait le chasseur à 600 mètres d’altitude à la vitesse de 595 km/h. Le projet jugé peu pratique fut abandonné mais le concept fut aussi testé avec des F-100D Super Sabre. Le principal problème ne fut pas celui du décollage, rapporté comme moins pénible qu'avec une catapulte, mais celui de l'atterrissage. En effet des essais avec un matelas gonflable furent plutôt tumultueux (voir F-84 Thunderjet, projets expérimentaux par exemple). À partir des années 1960, le développement d'avions à décollage et atterrissage vertical sonnèrent le glas de ces essais.
En 1980, après l'échec de l'opération Eagle Claw de libération des otages américains retenus à Téhéran, une deuxième opération de libération est préparée, credible sport (en). Un C-130 est équipé de trente JATO particulièrement puissants (des propulseurs empruntés à différents missiles : ASROC, Shrike et RIM-66) pour le freiner (en vol), le sustenter (pour amortir sa chute), le stabiliser, et enfin pour lui permettre de re-décoller, afin qu'il puisse atterrir sur un stade de football (en) à côté de l'ambassade US où les otages étaient retenus et en repartir avec eux. Le projet - prévu pour deux appareils opérationnels et un pour essais - fût abandonné lorsque le prototype s'écrasa à l'atterrissage (lors d'un ultime essai, le pilote avait oublié de déclencher les JATO de sustentation).
Douze avions de ligne Boeing 727-200 de la compagnie aérienne Mexicana, empruntant certains aéroports combinant altitude élevée et fortes températures, ont été dotés de JATO, utilisables en cas d'urgence.
Jusqu'aux années 2000, le C-130 Hercules de la patrouille acrobatique américaine Blue Angels, surnommé « Fat Albert », a fait de l'utilisation des fusées JATO l'un des moments phares de ses shows publics,,, jusqu’à une dernière représentation en novembre 2009 à la NAS Pensacola, le stock datant de la période de la guerre du Viêt-Nam étant épuisé.
Aujourd'hui, cinq LC-130H Hercules sont utilisés pour le ravitaillement des bases antarctiques américaines, spécialement équipés de skis amovibles afin de pouvoir opérer sur des pistes de glace, et éventuellement de JATO afin de pouvoir décoller à haute altitude, la base antarctique Amundsen-Scott au pôle sud étant notamment située à 2 830 m d'altitude.

## Légende urbaine
Une légende urbaine (une automobile propulsée par une fusée JATO s'écrase contre une montagne, tuant son conducteur), remporte un Darwin Awards en 1995, mais rien ne corrobore ce fait. 